# Galeoglossum
Galeoglossum là một chi thực vật có hoa trong họ Lan.